# Грушка Григорій Теодорович
Григорій Теодорович Грушка (10 жовтня 1859, с. Зарубинці, Збаразький повіт, Королівство Галичини та Володимирії, Австрійська імперія, нині Збаразький район, Тернопільська область — 18 квітня 1913, с. Пеняки, Бродський повіт, Королівство Галичини та Володимирії, Австро-Угорщина, нині Бродівський район, Львівська область) — український громадський діяч, літератор, засновник (1893) і перший редактор (1893—1895) першого україномовного видання США — газети «Свобода», священник Української греко-католицької церкви.

## Життєпис
Григорій Грушка народився 10 жовтня 1859 року в селі Зарубинцях, Збаразького повіту, Королівство Галичини та Володимирії, Австрійської імперії (нині Збаразький район, Тернопільська область). Його батьки Теодор і Матрона були простими селянами.
Після закінчення навчання у народній школі та гімназії у Львові, Григорій Грушка, завдяки старанням єпископа УГКЦ о. Сильвестра Сембратовича, виїхав на богословські студії до Папській Грецькій колегії святого Атанасія у Римі. Там перебував три роки, а останній рік богословських студій відбув у Львові, де і був рукоположений на священника у 1884 році. Після висвячення недовго служив на парафіях у Збаражі та Коропці, згодом проповідником при соборі святого Юра у Львові, де також був дописувачем до газети «Душпастир». Наприкінці 1889 року, без дозволу церковної влади, він виїхав до США. До травня 1890 року мешкав у місті Шенандоа (штат Пенсільванія) — одному з центрів скупчення українських емігрантів, які на той час масово працювали на шахтах. Згодом переїхав на українську греко-католицьку парафію до Джерсі-Сіті, де відправляв Богослужіння у маленькій капличці, збудованій у 1887 році попереднім парохом — отцем Іваном Волянським. 1891 року був ініціатором будівництва великої дерев'яної церкви на місці каплички, посвячення якої відбулося 21 березня 1892 року на честь святих апостолів Петра і Павла.
Того ж року він подбав про видання єдиного числа газети «Новий світ», а 15 вересня 1893 року його стараннями вийшло перше число газети «Свобода». Редактором «Свободи» отець Грушка був до 1895 року. Упродовж 1895 року, за його сприяння, придбано дзвони для церкви, збудувно приходство, в церкві сам виконав розписи. Ще 1890 року заснував кооперативну крамницю «Руська Торговля», яку спочатку очолював сам, а згодом передав її Костянтину Кирчеву.
Виступ народовця отця Івана Констанкевича на Другій Конвенції опанованого мадярофілами «Соедіненія греко-католицких русских братств» влітку 1893 року, поява часопису «Свобода», нарада чотирьох греко-католицьких священиків в будинку отця Грушки та їх постанова щодо створення окремої української допомогової організації призвели до заснування 22 лютого 1894 року Руського народного союзу (від 1915 року — УНС). На установчих зборах, а згодом й на Першій Конвенції УНС 30 травня 1894 року отця Грушку обрали членом Контрольної комісії. Це і був єдиний раз, коли він займав посаду у керівництві УНС. Він підтримував цю організацію, заохочував емігрантів вступати до її лав, і за це рішенням Першої Конвенції УНС складено отцеві Грушці окрему подяку та вирішено було зробити «Свободу» друкованим органом УНС.
1896 року через фінансові проблеми, пов'язані з кооперативною крамницею у Джерсі-Сіті та непорозуміння усередині парафії, спричинені втручанням у її справи Російської православної місії, призвели до складання ним обов'язків пароха місцевої парафії святих Петра і Павла. Відтоді він часто змінював свої думки про католицтво та православ'я, писав у «Свободі» проти православ'я, а у «Православному вѣстнику» проти Папи і Унії. 22 грудня 1896 року він перейшов до російської православної церкви та одержав призначення на парафію у місто Олд-Фордж (штат Пенсільванія), за умови, що платню буде отримувати від парафії, а не від царського уряду. На початку 1897 року отець Грушка заснував спільно з отцем Олексієм Товтом часопис «Свѣтъ», що від травня того ж року став офіційним друкованим органом москвофільського «Общества Взаимопомощі» у Вілкс-Барре. Від обов'язків пароха на парафії міста Олд-Фордж він був звільнений згідно указу Синоду РПЦ від 20 жовтня 1900 року та за розпорядженням православного єпископа з Сан-Франциско переведений до Волинської губернії Російської імперії.
Перебування отця Грушки на Волині мало свої плюси, зокрема, сам російський імператор Микола II нагородив його спершу срібним, а згодом й золотим хрестом з ланцюжком. Саме ця нагорода навела його на думку, що йому не личить продавати свою совість за срібло чи золото; адже будучи по-своєму українським патріотом, він міг дивитися на те, як російська церковна та державна влади дурили український нарід. Тому отець Грушка повернувся до Галичини й 12 грудня 1901 року публічно у соборі святого Юра у Львові заявив про свою приналежність до УГКЦ, відбув покуту в одному з василіянських монастирів Галичини. Надалі служив адміністратором по парафіях Лукавиця Нижня біля Стрия, Білявці біля Бродів, Снович біля Золочева та Годів біля Зборова, аж поки у 1906 році не отримав призначення у село Пеняки (Бродський повіт), де 1911 року заснував читальню товариства «Просвіта». Помер отець Григорій Грушка у самому розквіті сил на 53-му році життя, 16 квітня 1913 року, і похований на сільському цвинтарі у Пеняках.

## Праці
- Нам треба народної організації (Про цілі Українського народного союзу) // Свобода. — 1893. — 1 листопада.
- До моїх братів русинів. Так доброї як і злої волі проти мене, моє дружне посланє. Чтите а не клените (біографія) // Свобода. — 1895. — 2 січня.

## Родина
Ще перед висвяченням у 1884 році Григорій Грушка одружився з тернополянкою Євгенією Шенкерик, але коли приїхав, уже як священик, забрати дружину до себе, то теща не пустила її. Ці події зламали особисте життя молодої людини. Священик має бути чоловіком однієї дружини, а дружина отця Грушки чомусь послухалася залякувань матері — молодий душпастир все життя прожив самотнім. Дружина Григорія померла від туберкульозу у 1906 році перед своєю матір'ю, котра упокоїлася за 3-4 роки до початку першої світової війни. Отець був на похоронах своєї дружини у Тернополі.

## Вшанування
1937 року Український народний союз вшанував його пам'ять, встановленням на його могилі у Пеняках пам'ятника з чорного італійського мармуру, а з нагоди 80-ліття з дня виходу першого числа газети «Свобода», була випущена пам'ятна медаль з портретом засновника часопису на звороті медалі (автор М. Черешньовський). Його ім'ям названий 425-й відділ УНС у Чикаго. В оселі «Союзівка», що у місті Клівленді (штат Огайо, США) йому споруджено пам'ятник (скульптор М. Черешньовський), який встановлено поряд з пам'ятниками Тараса Шевченка та Івана Франка.
16 жовтня 2019 року у Пеняківському НВК Бродівського району відбулася академія «Григорій Грушка — греко-католицький священник, відомий громадський діяч нашого краю».